# Лабіринт або Заплутана стежка
Лабіринт, або Заплутана стежка, у якому гарна Мудрість показує найкоротший шлях жителям Могильова та іншим людям в усіх їх починаннях. Написав Хома Євлевич, студент філософського факультету — поема білоруського письменника Хоми Євлевича. Єдиний відомий твір автора, написаний під час навчання польською мовою і опублікований окремою книгою у Кракові в 1625 році. Творчість Євлевича є зразком барокової експресивно-метафоричної поезії.

## Опис
Назва поеми виникла внаслідок уявлення автора про Всесвіт, яке нагадало йому заплутаний клубок суперечностей, з якого людство не знаходить виходу. За змістом та ідейно-художньою спрямованістю «Лабіринт» продовжує гуманістичні традиції епохи Відродження. Злиття ліричного героя та алегоричного образу Мудрості, від імені якого здійснюється повість, складає художньо-композиційну основу твору. Цим досягається епічна широта та багатогранність художньої виразності.
Поема — це монолог Мудрості, адресований молодшому Могилівському братству і взагалі всій білоруській буржуазії та слов'янам, які населяли Білорусь та Україну. Твір світський, демократичний, позбавлений богословського висвітлення та пройнятий ідеями соціальної переваги. Має 20-рядковий вступ, де автор висвітлює власні принципи художньої творчості. На думку Євлевича, основою його творчого методу було бажання наслідувати велику Премудрість, яку можна зрозуміти і скерувати на практиці поезії не лише пасивних творців, а й молодих людей, які спрямовують свої прагнення шукати добра і справедливості. У передмові автор вибачається на випадок, якщо комусь не сподобається його «вірш».
Головною темою роботи є роль наук і мистецтв у житті суспільства. Для її висвітлення автор створив символічний образ всепроникаючої Мудрості. Автор вважав її єдиним рятівником приреченого світу. Основна мета твору — патріотична ідея відродження «слов'янського народу», духовного виховання молоді. Автор закликав до спільних зусиль, щоб врятувати країну, вивести її зі складного і заплутаного шляху лиха та смути.
Тема моральної чистоти суспільства є фундаментальною. Автор був обурений згубним поширенням пияцтва, яке він вважав найбільшим соціальним злом. Вперше в давньоруській білоруській поезії автор порушив багато гострих соціальних проблем, відверто заявив про моральну кризу і пороки суспільства, критикував бюрократію, яка загрожувала хабарництвом і ставала байдужою до простої людини. Поет писав, що в суспільстві, де панують боротьба за владу, ненависть і зрада, невігластво і пияцтво, немає місця для мудрості, гармонії та злагоди.
Автор запропонував позитивну програму дій, суть якої полягає в моральному вдосконаленні людей, широкому розвитку науки та просвітленні. Від будь-якої людини, незалежно від її соціального статусу, Євлевич вимагав відповідальності за долю Вітчизни, активної участі у державних справах. Відповідальність за вирішення соціальних проблем письменник поклав на освічених і талановитих людей, які насамперед, як пастори, повинні дбати про спільне щастя, захищати своє «стадо» від «вовчих» інтриг, не відмовлятися від найвищої мети — турботи про людей.
Тема навчання, розвитку та виховання займає значне місце. Автор представив аргументи на захист важливості освіти та належного виховання у формі діалогу Мудрості з жителями Могильова. Євлевич звинуватив дорослих у навчанні та вихованні дітей, різко критикуючи тих батьків, які не хочуть витрачати гроші на навчання дітей. Проблему загальнодержавного значення вбачав у недостатньому розвитку науки та освіти. Він переконаний, що належне навчання та хороша освіта зможуть забезпечити стабільне та мирне існування країни, подальший розвиток та процвітання.
Виникнення у білоруській поезії першої половини XVII століття філософсько-публіцистичної поеми, зразком якої є твір Хоми Євлевича «Лабіринт, або Заплутана стежка», пов'язано із посиленням ліричного елементу в поєднанні з панорамою роздумів та широтою висвітлення. Багатство тем, глибина запитань, новаторські ідеї дозволяють стверджувати, що поема виходить за межі повідомлення-прохання. Різке соціальне звучання, високий рівень мистецтва виділяють її серед інших творів.
Копія видання зберігається в Російському державному архіві давніх актів у Москві.